# Понтийски блата
Понтийските блата (на италиански: Agro Pontino) e бивша блатиста местност в регион Лацио (Средна Италия) югоизточно от Рим.
Намира се след пясъчните дюни по брега на Тиренско море от Помеция до Терацина. На североизток се намират Монти Лепини и Монти Аусони. Площта на местността е около 775 км². Виа Апиа пресича долината още от древността.
Блатата се образуват преди 2.000 години чрез природна катастрофа, причинена от систематичното сечене на горите южно от Рим. До заблатяването там живеят волските. Плиний пише, че около 500 пр.н.е. те са имали високоразвита територия. Тит Ливий пише за имената на 33 града, между тях богатата столица Suesse Pometia. През 367 пр.н.е. римляните подчиняват волските и губят плодородната долина през следващите векове. Една цивилизация потъва в блато.
Римляните секат дървета за тяхното корабостроене и поддържане на производството на топла вода.
Развъжда се комарът Анофелес, който причинява малария. През 1900 г. там живеят по-малко от 1000 души.
Юлий Цезар, Наполеон и други се опитват да отводнят територията. Гьоте посещава местността на 17 февруари 1787 г. и пише за нея в „Италианско пътуване“ и Фауст.
Едва през 1930 г. Мусолини успява за 10 години да построи отводняващи канали. Там той заселва бедни хора от Емилия-Романа и създава нови селища.